# جون ك. دفريوإكس
جون ك. دفريوإكس (بالإنجليزية: John C. Devereux)‏ هو سياسي أمريكي، ولد في 1774، وتوفي في 1848.